# Труро (Айова)
Труро (англ. Truro) — місто (англ. city) в США, в окрузі Медісон штату Айова. Населення — 509 осіб (2020).

## Географія
Труро розташоване за координатами 41°12′35″ пн. ш. 93°50′48″ зх. д. / 41.20972° пн. ш. 93.84667° зх. д. (41.209769, -93.846672).  За даними Бюро перепису населення США в 2010 році місто мало площу 2,52 км², уся площа — суходіл.

## Демографія
Згідно з переписом 2010 року, у місті мешкало 485 осіб у 163 домогосподарствах у складі 122 родин. Густота населення становила 192 особи/км².  Було 187 помешкань (74/км²).
Расовий склад населення:
| - 98,4 % — білих - 0,4 % — корінних американців - 0,4 % — азіатів |

До двох чи більше рас належало 0,6 %. Частка іспаномовних становила 0,2 % від усіх жителів.
За віковим діапазоном населення розподілялося таким чином: 38,8 % — особи молодші 18 років, 51,1 % — особи у віці 18—64 років, 10,1 % — особи у віці 65 років та старші. Медіана віку мешканця становила 29,6 року. На 100 осіб жіночої статі у місті припадало 91,7 чоловіків;  на 100 жінок у віці від 18 років та старших — 88,0 чоловіків також старших 18 років.
Середній дохід на одне домашнє господарство  становив 51 202 долари США (медіана — 50 789), а середній дохід на одну сім'ю — 60 080 доларів (медіана — 62 625). Медіана доходів становила 41 250 доларів для чоловіків та 28 750 доларів для жінок. За межею бідності перебувало 10,9 % осіб, у тому числі 10,2 % дітей у віці до 18 років та 17,9 % осіб у віці 65 років та старших.
Цивільне працевлаштоване населення становило 231 осіб. Основні галузі зайнятості: освіта, охорона здоров'я та соціальна допомога — 19,5 %, фінанси, страхування та нерухомість — 16,0 %, роздрібна торгівля — 10,4 %, мистецтво, розваги та відпочинок — 10,0 %.